# McAllans langsnavelkaketoe
McAllans langsnavelkaketoe (Cacatua tenuirostris mcallani) is een vogel uit de orde der papegaaiachtigen en de familie der kaketoes. Hij is een niet erkende ondersoort van de langsnavelkaketoe (Cacatua tenuirostris). De soort komt daarom niet als ondersoort voor op de IOC World Bird List.

## Uiterlijk
De vogel wordt ongeveer 37 cm groot en weegt rondom de 520 gram. De vogel heeft opvallend lange grijze snavel. Rondom de ogen heeft de vogel een opvallende blauwgekleurde oogrand. De vlek tussen de ogen en snavel is bij deze ondersoort minder feloranje-rood gekleurd evenals de keelvlek. De onderzijde van de vleugels en staartveren zijn lichtgeel. De rest van het verenkleed is wit. De poten zijn grijs.

## Verspreidingsgebied
Deze vogel is endemisch in Australië rondom de omgeving van Victoria. Hij is voornamelijk te vinden in open graslandschappen en licht beboste gebieden.

## Voedsel
Het voedsel van deze kaketoe bestaat uit zaden, bessen, noten, vruchten, bollen, wortels, insecten en larven.

## Voortplanting
Het nest wordt gebouwd in boomholtes. Zowel het mannetje als vrouwtje broeden de eieren uit en verzorgen hun jongen. Na ongeveer 25 dagen komen de 2 tot 3 witte ovale eieren uit. Na 55 dagen vliegen de jongen uit.